# Papa Leone II
Leone II (Messina, ... – Roma, 3 luglio 683) è stato l'80º vescovo di Roma e papa della Chiesa cattolica dal gennaio 681, giorno della sua elezione, fino alla sua morte. La Chiesa cattolica lo venera come santo.

## Biografia
Siciliano come il predecessore papa Agatone, secondo alcune fonti era invece calabrese di nascita.
La sua consacrazione avvenne il 17 agosto 682, ben 18 mesi dopo la morte di Agatone, in quanto l'approvazione imperiale fu appositamente ritardata da Costantino IV di Costantinopoli che voleva essere certo che tutta la comunità ecclesiastica occidentale approvasse non solo le conclusioni del sesto concilio ecumenico tenuto a Costantinopoli tra il 680 e il 681 in cui veniva condannata l'eresia monotelita, ma soprattutto che fosse accettato l'anatema posto su papa Onorio I che quell'eresia aveva in qualche modo avallato: si trattava evidentemente di un argomento particolarmente delicato, e l'imperatore non aveva alcuna intenzione di provocare una nuova divisione tra le Chiese di Costantinopoli e di Roma che si stavano appena riavvicinando. L'unico fatto di interesse storico del breve pontificato di Leone furono pertanto le lettere che scrisse in approvazione della decisione del concilio e in condanna di Onorio, che egli considerava come uno che «profana proditione immaculatam fidem subvertere conatus est». Per il peso che hanno sulla questione dell'infallibilità papale, queste parole hanno provocato considerevole attenzione e dibattito, e si dà importanza al fatto che nel testo in greco della lettera all'imperatore, in cui compare la frase di cui sopra, viene usata la più lieve espressione «subverti permisit» (παρεχωρησε) al posto di «subvertere conatus est».
Fu durante il suo pontificato che venne stabilita definitivamente, per editto imperiale, la dipendenza della sede vescovile di Ravenna da quella di Roma. Nel 682 eresse inoltre in diocesi autonoma quella di Castro, in Puglia. Introdusse poi nella celebrazione della Messa il "bacio della pace". Si preoccupò anche di restaurare la chiesa di Santa Bibiana e quella di San Giorgio in Velabro, entrambe a Roma. «Stabilì che gli eletti agli Arcivescovadi nulla dovessero pagare per l'uso del pallio; […] ridusse gli inni ecclesiastici a più sonoro concerto».
Morì il 3 luglio 683 (o il 28 giugno) e fu sepolto in San Pietro.

## Culto
Papa Leone II è venerato come santo dalla Chiesa cattolica e dalle Chiese ortodosse, e la sua memoria liturgica cade il 3 luglio.
Il martirologio romano così lo ricorda:

## Genealogia episcopale
La genealogia episcopale è:
- Cardinale Andrea di Ostia
- Papa Leone II